# Rezolucje Rady Bezpieczeństwa ONZ z roku 1960
Stałe miejsca w Radzie Bezpieczeństwa ONZ w 1960 posiadały:
- Francja
- Republika Chińska
- Stany Zjednoczone
- Wielka Brytania
- ZSRR

W roku 1960 członkami niestałymi Rady były:
- Argentyna
- Ekwador
- Polska
- Tunezja
- Sri Lanka
- Włochy

## Rezolucje
Rezolucje Rady Bezpieczeństwa ONZ przyjęte w roku 1960: 
- 133 (w sprawie Kamerunu)
- 134 (w sprawie Związku Południowej Afryki)
- 135 (w sprawie sytuacji między mocarstwami)
- 136 (w sprawie Togo)
- 137 (w sprawie Międzynarodowego Trybunału Sprawiedliwości)
- 138 (w sprawie przypadku Adolfa Eichmanna)
- 139 (w sprawie Federacji Mali)
- 140 (w sprawie Republiki Malagasy)
- 141 (w sprawie Somalii)
- 142 (w sprawie Kongo)
- 143 (w sprawie Kongo)
- 144 (w sprawie Kuby)
- 145 (w sprawie Kongo)
- 146 (w sprawie Kongo)
- 147 (w sprawie Beninu)
- 148 (w sprawie Nigru)
- 149 (w sprawie Burkiny Faso)
- 150 (w sprawie Wybrzeża Kości Słoniowej)
- 151 (w sprawie Czadu)
- 152 (w sprawie Republiki Kongo)
- 153 (w sprawie Gabonu)
- 154 (w sprawie Republiki Środkowoafrykańskiej)
- 155 (w sprawie Cypru)
- 156 (w sprawie Dominikany)
- 157 (w sprawie Kongo)
- 158 (w sprawie Senegalu)
- 159 (w sprawie Mali)
- 160 (w sprawie Nigerii)